# Паразити свідомості
«Парази́ти свідо́мості» (англ. The Mind Parasites) — фантастичний роман 1967 року британського письменника Коліна Вілсона.

## Короткий зміст
У творі прослідковується гуманістична ідея утвердження необмежених можливостей людини. Автор на сторінках твору викладає переконання у величезному потенціалі людської волі та її інтелекту. Весь твір тяжіє до філософського викладу.
Розповідь нам дана у вигляді документальних спогадів археолога доктора Остіна, який втративши близького друга, зарився з головою в роботу проводячи розкопки древньої цивілізації, та випадково натрапив на щось древнє й незрозуміле. А за допомогою робіт інших науковців, з'ясував, що розуми всіх людей на планеті поєднані між собою ментально колективним безсвідомим. Та що цей колективний еволюціонуючий розум всього людства страждає з давніх-давен від ворожих сутностей «паразитів», що живляться за рахунок його життєдайної сили. Через те, що ці паразити спроможні керувати безвольними істотами та слабкими людьми, вони впливають на розвиток та занепад в планетарних масштабах цілих цивілізацій. Найбільша проблема виникає в тому, що в це неможливо повірити звичайним людям, й доктор Остін та посвячені в цю таємницю вимушені шукати шляхи боротьби з таємним ворогом, розвиваючи в собі неймовірні здібності для боротьби з паразитами, та виявлення їх існування для решти людства.
У творі людина перемагаючи паразитів свідомості, прискорено еволюціонує відкриваючи для себе та всього людства нову сходинку розвитку, а звільнена людина перетворюється у Надлюдину.
Згадані в романі Предтечі фігурують і у наступному романі Вілсона — «Філософський камінь» (1969).

## Переклад українською
Роман «Паразити свідомості» було перекладено українською мовою 1988 року Володимиром Романцем і надруковано в журналі Всесвіт, того ж року вийшло окреме видання.
- Колін Вілсон. Паразити свідомості / пер. з англ. Володимир Романець // Всесвіт. — 1988. — № 4. — С. 31-73 ; № 5. — С. 60-121.